# ダニー・ボイル
ダニー・ボイル（Danny Boyle、1956年10月20日 - ）は、イギリスの映画監督・映画プロデューサー。

## 生い立ち
グレーター・マンチェスター・ベリー・ラドクリフにて、アイルランド・カトリック教徒の労働者階級の両親の元に生まれる。
ウェールズ大学バンガー校（現・バンガー大学）在籍中に女優のフランシス・バーバーと恋愛関係にあったことが知られている。尊敬している監督としてリドリー・スコットの名前を挙げている。

## キャリア
ウェールズのウェールズ大学バンガー校卒業後、ジョイント・ストック・シアター・カンパニーの演出家としてキャリアを始め、ロイヤル・シェイクスピア・カンパニーでも5つの作品を手掛けた。その後、イギリスのテレビ界に入って『モース警部』などの制作で知られるようになる。
1994年に初監督作品『シャロウ・グレイブ』を発表。1つの死体と大金を巡り、親しかった3人のルームメイトが互いに疑心暗鬼に陥ってゆくストーリーで、ブラックユーモアとスタイリッシュな映像が話題となった。1996年には2作目の『トレインスポッティング』が大ヒットし、イギリス映画史上最も興行収入をあげた作品のひとつとなった。翌年1997年に『普通じゃない』でハリウッド映画へ進出。（ここまでの3作品とも、すべて主演にユアン・マクレガーを起用）
2000年にはレオナルド・ディカプリオ主演で『ザ・ビーチ』を監督。ボイルは当初主演にユアン・マクレガーを考えていたが、スタジオ側がよりヒットを狙える集客力のあるスターを望み、最終的にディカプリオが起用された。しかし結果的にこの作品は低評価に終わり、興行収入も1億5000万ドル弱に留まった。
2002年、当時無名だった俳優のキリアン・マーフィーを主演に抜擢し、低予算で製作したSFホラー映画『28日後...』が世界的にヒット。2007年公開のSF映画『サンシャイン 2057』では、国際色豊かなキャストを起用し、その中の一人として真田広之も出演している。
2008年公開の『スラムドッグ$ミリオネア』では、インドのスラム街で育った無学の青年がクイズ$ミリオネアで快進撃を成してゆく数奇な運命を含蓄に富んだ演出で描き、アカデミー監督賞を始めとする多数の映画賞を受賞した。2010年には、実在の登山家アーロン・ラルストンの遭難体験を映画化した『127時間』で、再びアカデミー賞に数部門でノミネート。ボイル自身も作品賞と脚色賞の部門でノミネートされ、映画監督としての手腕を改めて証明する形となった。
2012年ロンドンオリンピック開会式の芸術監督に選ばれ、式典演出を担当した。
2018年3月、『007』シリーズの25作目の監督に就任したが、同年8月、「創作上の意見の相違」により監督から降板した。

## フィルモグラフィー

### 映画
| 年   | 題名                                                   | 備考                   |
| ---- | ------------------------------------------------------ | ---------------------- |
| 1995 | シャロウ・グレイブ Shallow Grave                       | 監督                   |
| 1996 | トレインスポッティング Trainspotting                   | 監督                   |
| 1997 | 普通じゃない A Life Less Ordinary                      | 監督                   |
| 2000 | ザ・ビーチ The Beach                                   | 監督                   |
| 2001 | ストランペット Strumpet                                | テレビ映画 監督        |
| 2001 | ヴァキューミング Vacuuming Completely Nude in Paradise | テレビ映画 監督        |
| 2002 | 28日後... 28 Days Later                                | 監督                   |
| 2004 | ミリオンズ Millions                                    | 監督                   |
| 2007 | サンシャイン 2057 Sunshine                             | 監督                   |
| 2007 | 28週後... 28 Weeks Later                               | 製作総指揮・第二班監督 |
| 2008 | スラムドッグ$ミリオネア Slumdog Millionaire            | 監督                   |
| 2010 | 127時間 127 Hours                                      | 監督・脚本・製作       |
| 2013 | トランス Trance                                        | 監督・製作             |
| 2015 | スティーブ・ジョブズ Steve Jobs                        | 監督・製作             |
| 2017 | T2 トレインスポッティング T2 Trainspotting             | 監督・製作             |
| 2019 | イエスタデイ Yesterday                                 | 監督・製作             |
| 2025 | 28年後... 28 Years Later                               | 監督・脚本             |

### テレビシリーズ
| 年        | 題名                                         | 備考                         |
| --------- | -------------------------------------------- | ---------------------------- |
| 1991-1992 | モース警部シリーズ Inspector Morse           | 計2話監督                    |
| 1997      | マクベス巡査 Hamish Macbeth                  | 計2話監督                    |
| 2014      | バビロン Babylon                             | パイロット版監督・製作総指揮 |
| 2018      | TRUST/トラスト ゲティ家のスキャンダル Trusts | 計3話監督・製作総指揮        |
| 2022      | セックス・ピストルズ Pistol                  | 監督・製作総指揮             |

### 製作
| 年   | 題名                                                                            | 備考       |
| ---- | ------------------------------------------------------------------------------- | ---------- |
| 1997 | ツイン・タウン Twin Town                                                        | 製作総指揮 |
| 2017 | バトル・オブ・ザ・セクシーズ Battle of the Sexes                                | 製作       |
| 2021 | クリエイション・ストーリーズ〜世界の音楽シーンを塗り替えた男〜 Creation Stories | 製作       |

## 脚註
1. ↑  “The Beach”. Box Office Mojo. 2025年4月9日閲覧。
2. ↑  ボイル監督、硬軟織り交ぜた演出／開会式 日刊スポーツ 2012年7月28日閲覧
3. ↑  Guerrasio, Jason (2018年3月15日). “'Trainspotting' director Danny Boyle confirms he will be directing the next James Bond movie”. Business Insider 2018年3月15日閲覧。
4. ↑  “Danny Boyle Exits Next James Bond Film as Director”. The Hollywood Reporter. 2018年8月21日閲覧。